# ПФК ЦСКА (София) през сезон 2020/21
През сезон 2020/21 ЦСКА участва в Първа лига, Лига Европа и Купата на България. В първия предварителен кръг на Лига Европа, ЦСКА се изправя срещу отбора на Сиренс от Малта, армейците побеждават в мача като домакини с 2:1, с което се класират за втория кръг срещу беларуския и добре познат в България отбор на БАТЕ Борисов. ЦСКА надделява с 2:0 отбора на БАТЕ Борисов на свой терен, с което се класира за третия кръг на Лига Европа срещу отбора на Б36 (Торсхавн) от Фарьорски острови. ЦСКА печели мача с 3:1 в София, след което се класира на плейоф за влизане в групите на Лига Европа, срещу тима на Базел от Швейцария. В Първа лига ЦСКА играе колебливо като редува силни и не чак толкова задоволителни мачове. На 1 октомври ЦСКА побеждава Базел като гост в Швейцария с 1:3 и се класира в групите на Лига Европа. В групите на втория по сила турнир в Европа, ЦСКА мери сили с Рома от Италия, Йънг Бойс от Швейцария и Клуж от Румъния. Първият мач на ЦСКА в група А на Лига Европа не протича в полза на армейците, на стадион „Васил Левски“ пред многобройни запалянковци те губят от шампиона на Румъния Клуж с 0:2.
На 25 октомври след поредното равенство (Арда (Кърджали)-ЦСКА 1:1) и 6 мача без победа в Първа лига, Стамен Белчев е освободен от поста си на старши треньор. След смяната на треньора, помощниците на ЦСКА Даниел Моралес, Красимир Чомаков и Кирил Динчев поемат руля на отбора временно до намирането на нов постоянен старши треньор. В мача с Рома ЦСКА играе като равен с равен с италианския тим на „Стадио Олимпико“ в Рим и завършва 0:0, така ЦСКА печели първата си точка в група А на Лига Европа. Следващият мач на ЦСКА в Европа не протича в полза на „армейците“, те губят гостуването си с 3:0 от шампиона на Швейцария „Йънг Бойс“. На 11 ноември 2020 г. ЦСКА обявява официално Бруно Акрапович за новия старши треньор на отбора. Прави своя дебют начело на ЦСКА в мач от турнира за Купата на България, 1/16-финал срещу отбора на Ботев (Ихтиман) игран на стадион „Българска армия“, на 14 ноември 2020 г. ЦСКА печели категорично двубоя с 5:0, което класира армейците напред в турнира. В официалния дебют на Бруно Акрапович ЦСКА губи от „Йънг Бойс“ с 0:1 на свой терен в мъгливо и неблагоприятно време за игра.
В първия си официален дебют в Първа лига Акрапович печели важен мач срещу отбора на „ФК 1948“ с 2:0, игран на стадион „Българска армия“. ЦСКА изиграва страхотен мач в Лига Европа срещу „Клуж“ в Румъния, но не успява отново да победи и завършва 0:0, така „армейците“ печелят втората си точка в Европа. В последния си мач от турнира Лига Европа (ГРУПА А), ЦСКА се изправя срещу отбора на „Рома“ в домакински мач игран на 10 декември 2020 г., армейците показват много добра игра и хъс и печелят с 3:1, така отборът напуска надпреварата на 3-то място в групата с актив от 1 победа 2 равенства и 3 загуби от 6 мача, голова разлика 3 – 7 (-4) и актив от 5 точки. Армейците вече насочват сили в първенството, в което до края на 2020 г. им остава домакинство на Ботев (Враца) и отложеното вечно дерби, в което ЦСКА ще е символичен домакин на Левски (София).
В последния си мач за календарната 2020 г., ЦСКА побеждава с минималното 1:0 отбора на Левски (София) в отложен мач от Първа лига. ЦСКА започва пролетния полусезон с успех като гост на Славия (София) с минималното 0:1, условията за игра са неблагоприятни, има силен снеговалеж със съпътстващ го вятър, въпреки това срещата се състои.
На 16 февруари 2021 г. се появява информация че Гриша Ганчев и неговият сътрудник Юлиян Инджов имат намерения да се оттеглят от клуба, това бива потвърдено и от изпълнителния директор Пламен Марков на извънредна пресконференция, състояла се на същия ден, също така се заявява, че отборът е финансово стабилен до края на сезона и годината. На 28 март 2021 г. от ЦСКА обявяват за нов старши треньор на отбора – Любослав Пенев, който заменя досегашния Бруно Акрапович поради неудовлетворителното представяне на тима в битката за титлата и призовите места срещу преките конкуренти.
След идването на Пенев, отборът на ЦСКА започва да играе много по-добре, атакуващо и агресивно и се класира на финал за Купата на България срещу тима на Арда (Кърджали), който е насрочен за 19 май. Отборът на ЦСКА печели с 0:1 финала за националната купа, игран на Национален стадион „Васил Левски“ пред повече от 22 хиляди фенове и така завоюва своята 21-ва Купата на България. След спечелването на купата ЦСКА си осигурява място в турнира на Лига Европа и на практика двата оставащи мача до края на сезона са без основно значение. ЦСКА завършва сезона с домакинска победа над Берое с 2:0.

## Треньори
| Нац. | Треньор          | тип.                  | Заб. |
| ---- | ---------------- | --------------------- | ---- |
|      | Стамен Белчев    | старши треньор        |      |
|      | Красимир Чомаков | помощник-треньор      |      |
|      | Даниел Моралес   | помощник-треньор      |      |
|      | Владислав Януш   | помощник-треньор      |      |
|      | Ивайло Иванов    | треньор на вратарите  |      |
|      | Кирил Динчев     | кондиционален треньор |      |
|      | Христиан Христов | анализатор            |      |